# Pitbull (rappeur)
Pour les articles homonymes, voir Pitbull et Pérez.
Pitbull, également appelé Mr. Worldwide, ou encore Mr. 305 (305 étant l'identifiant de la ville de Miami), de son vrai nom Armando Christian Pérez (né le 15 janvier 1981 à Miami, en Floride, aux États-Unis), est un rappeur, producteur, acteur et entrepreneur américano-cubain. Il se fait connaître du public en participant à la production de l'album Kings of Crunk de Lil Jon publié en 2002. En 2004, Pitbull publie son premier album M.I.A.M.I. (Money Is A Major Issue), au label TVT Records ; l'album fait participer Lil Jon et Jim Jonsin à la production. Pitbull publie par la suite son deuxième album, El Mariel, en 2006, puis son troisième album, The Boatlift, en 2007. Son quatrième album, Rebelution (2009), contient le single à succès I Know You Want Me (Calle Ocho), qui atteint la deuxième place du classement américain Billboard Hot 100.
L'album de Planet Pit publié en 2011, contient le single Give Me Everything, son premier titre classé numéro un au Billboard Hot 100. La chanson est bien accueillie à l'étranger et fait participer Ne-Yo, Nayer et Afrojack. Un autre titre apportera une visibilité mondiale supplémentaire à l'artiste, Rain Over Me avec Marc Anthony. Pitbull publie également la chanson Timber en octobre 2013, issue de son EP Meltdown en featuring avec Kesha, un de ses plus grands succès classé numéro un à l'international. Il joue la chanson dans plusieurs shows comme aux American Music Awards de 2013. Pitbull a également participé à des remixes d'autres singles à succès. Il est sélectionné par la FIFA et Sony Music pour l'écriture de la chanson We Are One (Ole Ola) avec Jennifer Lopez et Cláudia Leitte, qui sera le thème officiel de la Coupe du monde de football 2014.
En 2018, la fortune d'Armando Christian Pérez est estimée au-delà des 150 millions de dollars.

## Biographie

### Jeunesse
Armando Christian Pérez est né le 15 janvier 1981 à Miami, dans l'État de Floride, aux (États-Unis), de parents expatriés cubains,,,. Ses parents immigrent à Miami en tant que réfugiés politiques, cherchant la liberté et de meilleures conditions de vie, fuyant Cuba quand les révolutionnaires menés par Fidel Castro et Che Guevara sont arrivés au pouvoir. Son père et sa mère se séparent peu de temps après leur arrivée sur le sol américain. Pitbull rend hommage à ses parents et à tous les Cubains immigrants à travers la mer dans son titre Across The Waters.
Pitbull naît et grandit dans le quartier cubain de Miami, Little Havana. La famille Pérez se retrouve dans la précarité et le rêve américain tourne rapidement au cauchemar, la mère de Pitbull a trois emplois différents pour arriver à faire vivre Armando et ses frères et sœurs dont elle a seule la charge. Son père devient trafiquant de drogue et fréquente les gangs latino-américains de Miami. À l'âge de 16 ans, Pitbull suit les traces de son père et entre dans la délinquance en devenant dealer et membre d'un gang latino de Miami-Dade, comme le montrent ses nombreux tatouages. Sa mère qui ne veut pas de trafiquants chez elle, le met hors de la maison tout comme son père avant lui. Armando part en famille d'accueil à Roswell, dans l'État de Géorgie. À propos de cette période de sa vie, Pitbull explique, que sans l'éducation de sa mère, il aurait certainement fini « tué ou en prison ». Il lui dédie notamment la chanson Dear Mama. Une fois revenu chez sa mère à Miami, ayant décidé définitivement d’arrêter toute activité illégale, Pitbull se met à ses études, et trouve divers petits boulots dans la restauration et le jardinage pour s'en sortir financièrement. Il finit diplômé de la Coral Park High School, et décide d’arrêter les études pour se concentrer exclusivement à sa carrière de rappeur en 2002.

### Luke Records et TVT Records (2001–2003)
En 2001, Pitbull signe au label Luke Records de Luther Campbell avec Jullian Boothe. En 2001, Pitbull est ensuite présenté à Robert Fernandez de Famous Artist Music and Management, un label indépendant et société de management. En 2002, il participe à l'album Kings of Crunk de Lil Jon and East Side Boyz. L'année suivante, en 2003, il compose le single Oye, la bande originale du film Fast and Furious 2.
De 2002 à 2004, l'artiste a du mal à se faire une place dans le monde du rap qui est largement dominé par la communauté afro-américaine, Armando Pérez faisant partie de la communauté latino-américaine et étant blanc aux yeux verts. Au-delà des tensions entre les deux communautés au sein des États-Unis, Pitbull se fait un nom dans les rues de Miami grâce à son timbre de voix si spécial et en faisant des freestyles de rap ou en participant à des battles comme avec 305 Anthem en duo avec son ami et mentor Lil Jon, morceau très hip-hop et étant la toute première vidéo de Pitbull. Le rappeur publie également une série de quatre mixtapes intitulées Pitbull Unleashed. Il apparaît dans le clip Let It Loose, sort son deuxième clip, Welcome to Miami, lui faisant gagner en notoriété à Miami.

### DeM.I.A.M.I.àThe Boatlift(2004–2008)

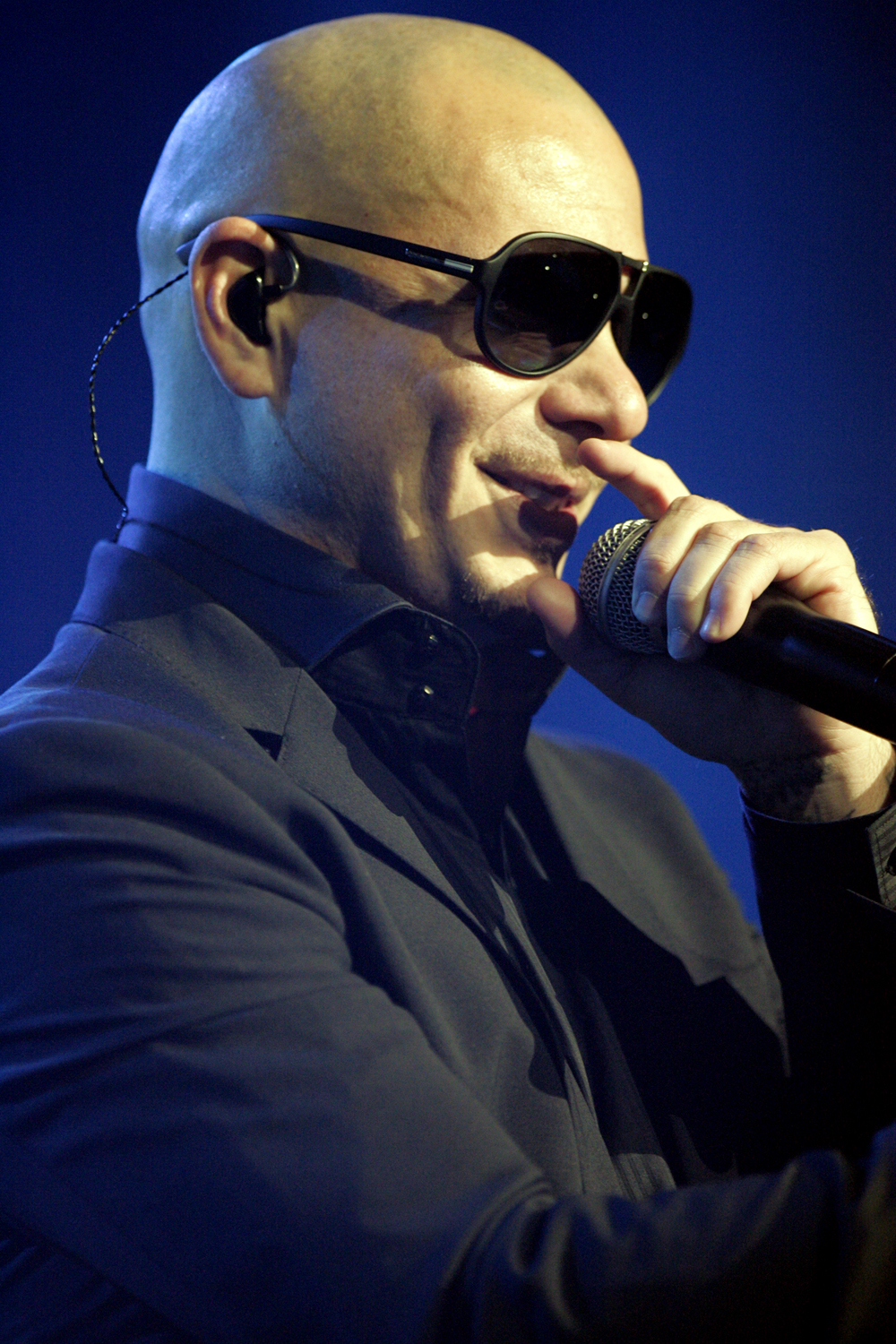
Pitbull sur scène à Sydney.

Le 24 août 2004, Pitbull publie son premier album M.I.A.M.I. (Money Is a Major Issue), au label TVT Records, comprenant des titres comme Back Up ou That's Nasty qui le fera connaître en Floride et qui aura un certain succès dans les autres états du pays surtout avec les titres Toma et Culo, ce dernier deviendra très populaire dans toute la communauté latino-américaine des États-Unis. L'album se classe 14e du Billboard 200. Durant l'été, le rappeur publie le clip du titre Dammit Man qui apportera une visibilité supplémentaire à l'album dans les classements musicaux américains. En 2005, Mr. 305 participe au titre Shake avec le duo de rappeur Ying Yang Twins et à Hit The Floor avec le rappeur Twista. Il publie le clip de son single Everybody Get Up avec le groupe Pretty Ricky, annonçant la sortie de sa compilation, Money Is Still a Major Issue.
C'est en 2006 que le chanteur se fait réellement connaitre aux États-Unis avec Born-N-Raised en collaboration avec Rick Ross, DJ Khaled et Trick Daddy. Son deuxième album, El Mariel avec des titres comme Blood Is Thicker Than Water ou Raindrops, est publié le 31 octobre 2006. l'album, qui atteint la 17e place du Billboard 200, est un succès, particulièrement les titres Bojangles et Ay Chico (Lengua Afuera). Pitbull fait un featuring avec le rappeur latino Voltio sur Bumper Remix. L'artiste publie également un single, Be Quiet, dont le clip raconte sa vie passée de membre d'un gang latino. En 2006, Mr. 305 accède donc à la notoriété au niveau national. La même année, le père de l'artiste, Armando Pérez Senior, est décédé des suites d'un cancer en mai, peu de temps après que Pitbull ait repris contact avec lui. Le chanteur lui dédie son album El Mariel, et explique vivre le rêve américain que son père aurait aimé qu'il vive, loin de la criminalité et de la pauvreté des quartiers de Miami et loin de la dictature cubaine.
En 2007, il publie l'album The Boatlift comprenant des titres comme Get Up/Levantate ou My Life avec Jason Derulo. Il publie un single, Secret Admirer, aux accents RnB. Le rappeur publie Go Girl en collaboration avec Trina et Young Bo$$. Il est aussi en featuring sur Crazy de la chanteuse Lumidee. Pitbull sort Midnight en featuring avec Casely. Mr. 305 se fait notamment remarquer grâce à son single The Anthem avec Lil Jon qui a pour bande instrumentale un rythme de saxophone connu, Destination Calabria. En 2008, publie Krazy avec Lil Jon, qui ne restera que deux semaines dans les charts mais donnera une forte promotion au chanteur. Le rappeur latino-américain s'associe avec Flo Rida sur Move Shake Drop et avec les chanteurs latinos de reggaeton, Omega et Fuego, accompagné du DJ Chosen Few sur Mi Alma Se Muere, reprenant un air de zumba. Il participe aussi au titre RnB Tell Me avec le chanteur Frankie J ainsi qu'à Defend Dade avec DJ Khaled. Fin 2008, Pitbull sort Free Agent, une mixtape de titres très rap, hip-hop ou crunk tels que We About Dat, Dem Miami Boyz, Chico on Fire, Ima Be There For You, en hommage à son meilleur ami décédé, Eddie. Fin 2008, le rappeur de Miami sort Till I Die avec J-Son en hommage à sa ville et Both Die Right Now retraçant les mauvais passages de son adolescence. Jusqu'en 2009, Pitbull est un rappeur connu principalement aux États-Unis et en Amérique latine. Son langage, mélangeant anglais et espagnol, le spanglish est très populaire dans la communauté latino-américaine des États-Unis et parle aussi aux jeunes de nombreux pays d'Amérique du Sud. Mais la notoriété de l'artiste reste limitée au continent américain.

### RebelutionetArmando(2009–2010)

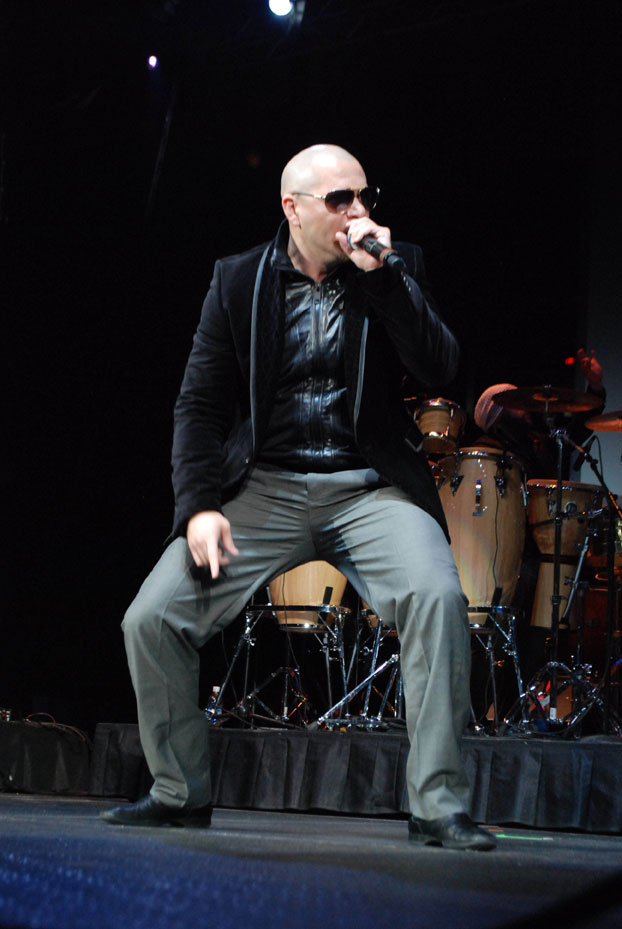
Pitbull sur scène à lAllstate Arena, de Chicago.

C'est en 2009 que Mr. 305 va véritablement devenir une superstar internationale en se faisant connaître du grand public grâce à son single I Know You Want Me (Calle Ocho), issu de son quatrième album, Rebelution comprenant également des titres comme Triumph ou bien Across The World avec B.o.B. Le single I Know You Want Me (Calle Ocho) reste en haut des charts mondiaux pendant tout l'été 2009.
Après sa révélation, Pitbull se maintient dans le haut du classement en sortant d'autres singles à succès et en multipliant les collaborations. Ainsi, après avoir déjà composé Oye, la bande originale du film Fast and Furious 2, il compose la musique du film Fast and Furious 4, Blanco, en collaboration avec Pharrell Williams. Il sort le single Hotel Room Service qui deviendra très populaire, fait équipe avec LMFAO, Kevin Rudolf et David Rush sur Shooting Star et collabore avec Livvi Franc sur Now I'm that Bitch. Il fait une autre collaboration à succès avec Akon sur Shut It Down. Pitbull apparaît sur Outta Control de Baby Bash, sur Egoísta (en) de Belinda et sur Rain de Jeremy Greene. L'artiste travaille avec le chanteur Honorebel avec un certain succès, notamment sur Now You See It et également sur I Wanna. Il travaille pour la première fois avec Jennifer Lopez, sur le titre Fresh Out the Oven. Pitbull publie Daddy's Little Girl en honneur et en soutien à toutes les femmes victimes de viols et de Violences conjugales. Au cours de l'année 2009, le rappeur latino-américain va arriver à étendre sa notoriété des États-Unis au monde entier et va s'imposer comme l'une des figures de l'industrie musicale mondiale. Il change de surnom, passant de Mr. 305 (Monsieur Miami) à Mr. Worldwide (Monsieur partout dans le monde)[réf. nécessaire].
En 2010, Pitbull continue sur sa lancée en sortant le single promotionnel Alright avec Machel Montano annonçant son cinquième album, Armando, album en espagnol, comprenant des titres comme Maldito Alcohol avec le DJ Afrojack, Pearly Gates avec Nayer, Esta Noche, Vida 23 ou bien encore Bon, Bon. Il est aussi en featuring avec Usher sur DJ Got Us Fallin' in Love et I Like It avec Enrique Iglesias. Lors du MTV Spring Break 2010, il rejoint le rappeur Ludacris pour un remix de son titre How Low. Il publie le single Can't Stop Me Now avec The New Royales et participe aussi au titre Armada Latina avec Marc Anthony et Cypress Hill. Il est également en featuring sur Take Me Away avec Tyrese Gibson et sur le titre hip-hop Rep My City de DJ Khaled. En septembre 2010, il lance sur le net le premier extrait de Planet Pit, son sixième album, Hey Baby (Drop It to the Floor) en duo avec T-Pain. Ce premier single connaît un certain succès en faisant une belle promotion au chanteur, mais c'est le second single, Give Me Everything, qui propulse les ventes de l'album en 2011[réf. nécessaire].

### Planet Pit(2011)
L'année 2011 est l'année de la consécration pour l'artiste. L'album Planet Pit, comprenant des titres comme Where Do We Go avec Chris Brown, Come N Go avec Enrique Iglesias ou bien Took My Love avec David Rush et LMFAO, est un succès. Pitbull enchaîne les collaborations populaires comme avec T-Pain et Sean Paul sur Shake Señora et surtout sur Give Me Everything avec Ne-Yo, Afrojack et Nayer. Ce single reste longtemps premier des charts du monde entier, devenant un tube planétaire tout comme Rain Over Me, son duo avec Marc Anthony sorti quelques mois après. Ce sont les deux plus grosses réussites commerciales du rappeur à ce jour avec Timber sorti en 2013. Il chante également avec Chris Brown sur le single International Love, autre grand succès. Il participe notamment à des titres comme Baila Baila ou Tu Cuerpo avec Jencarlos Canela, Bailando Por El Mundo avec Juan Magán et El Cata, Pass at Me avec Timbaland et David Guetta ou encore Loca (en tant que compositeur) et Rabiosa avec Shakira. Il chante aussi avec son ami Enrique Iglesias sur I Like How It Feels. Le chanteur compose la musique officielle du Victoria's Secret Fashion Show 2011 Dance With Me avec le chanteur Riz. Dans un contexte de succès mondial, Pitbull publie la vidéo et le titre rap 305 Till I Die pour affirmer son attachement à sa ville de Miami[réf. nécessaire].
De plus, Pitbull collabore avec Akon sur Boomerang et sur Suave (Kiss Me) (Suavemente) avec Nayer et Mohombi ainsi que sur le tube planétaire de Jennifer Lopez, On the Floor, qui termine premier dans de nombreux charts mondiaux et dont la vidéo sur YouTube dépasse le milliard de vues, en faisant l'une des vidéos les plus regardées du site. L'année 2011 est l'année qui installe durablement Pitbull comme un pilier commercial pour les maisons de disque américaines notamment pour RedOne, son principal producteur. À noter que selon YouTube, les vidéos de l'artiste ont comptabilisé plus de 7 milliards de vues sur sa chaîne Vevo officielle au 24 décembre 2018, ce qui la place parmi le top 100 des chaînes les plus vues.

### Global Warminget collaborations à succès (2012–2013)

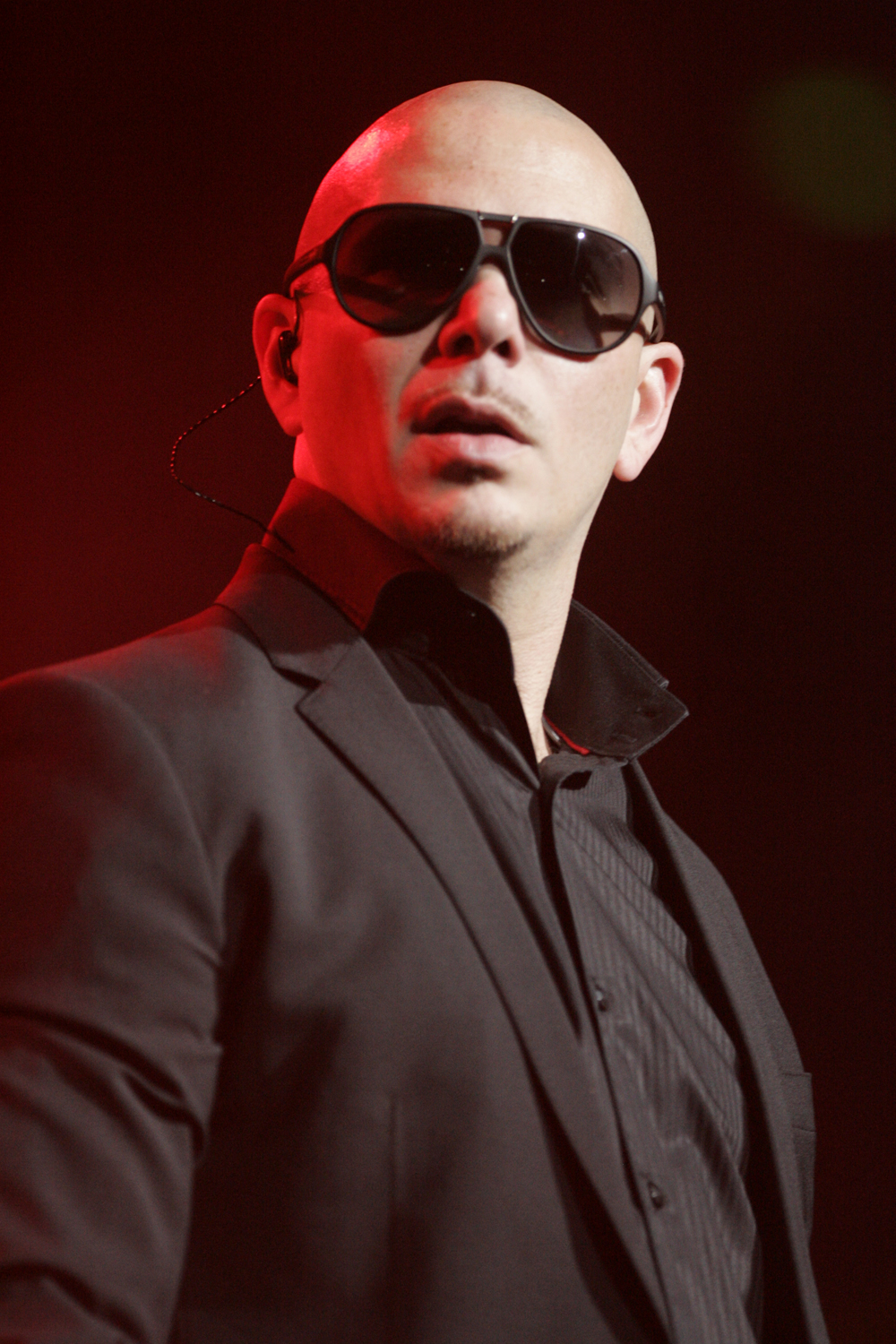
Pitbull sur scène en 2012.

En 2012, Pitbull publie l'album Global Warming avec des chansons comme Echa Pa'lla (Manos Pa'rriba), Party Ain't Over avec Usher, Drinks for You (Ladies Anthem) avec Jennifer Lopez, Back in Time (bande originale du film Men in Black 3), Get It Started avec Shakira, Hope We Meet Again avec Chris Brown ou encore Don't Stop the Party. Il invite son ami Enrique Iglesias à participer à une reprise de Tchu Tchu Tcha, très populaire au Brésil. Pitbull participe au titre Feel Alive de la chanteuse des Black Eyed Peas, Fergie, il participe aussi à Richest Man avec le duo de DJ Play-N-Skillz. Le rappeur remix Rakata des chanteurs latinos Wisin y Yandel. Il est sur Oye Baby du DJ Nicola Fasano. Mr. Worldwide collabore sur des chansons à succès comme Rock the Boat avec le français Bob Sinclar, I'm All Yours avec Jay Sean, There She Goes avec Taio Cruz, Dance Again avec Jennifer Lopez, We Run the Night avec la DJ australienne Havana Brown ou encore Name of Love, avec le DJ français Jean-Roch. Il est également en featuring avec Sophia Del Carmen sur Beat on My Drum du DJ italien Gabry Ponte et sur Make It Rain de Courtney Argue avec Jeremy Greene.
En 2013, il est choisi pour être le présentateur officiel de la cérémonie des American Music Awards. Pitbull réédite son dernier album, Global Warming: Meltdown en y incluant de nouveaux morceaux comme All The Things avec Inna ou bien des titres avec Kelly Rowland, Mohombi ou Mayer Hawthorne. Il connaît un gros succès commercial avec Feel This Moment en collaboration avec Christina Aguilera. Il participe aussi au morceau de Maître Gims, Pas touché, à Can't Believe It avec Flo Rida et aux singles Live It Up de Jennifer Lopez et Exotic de la chanteuse indienne Priyanka Chopra. Le rappeur s'associe avec Rick Ross et Fat Joe sur le titre très rap, Jam on It. De plus, le chanteur est en featuring sur I Love You... Te Quiero de la chanteuse mexicaine Belinda et sur Habibi I Love You d'Ahmed Chawqi (et Kenza Farah dans la version française). En février, Pitbull est choisi par le constructeur automobile Fiat pour interpréter avec la chanteuse italienne Arianna Bergamaschi, Sexy People, dont le clip a pour but la promotion de la Fiat 500 aux États-Unis. Le chanteur est aussi en featuring sur Confesión et Booty Booty du rappeur latino-américain Sensato del Patio ainsi que sur Spring Love 2013 de Stevie B. Jason Derulo l'invite sur le titre Fire. L'artiste collabore sur le titre electro house, All Night de David Rush, produit par Spinnin' Records et sur Seize The Night de Honorebel. Il participe également à FCK (All I Need Is U) de Gary Caos et à Throw Your Hands Up (Danza Kuduro) avec Lucenzo et Qwote. Il sort un single, Outta Nowhere avec le chanteur colombien Danny Mercer.
Courant 2013, Pitbull propose des remixes de titres populaires d'autres artistes où il pose son rap comme sur Save Me avec Jamie Drastik, reprenant Wonderwall d'Oasis, World, Hold On (Children of the Sky) avec Steve Edwards, de Bob Sinclar, Diamonds de Rihanna, You're Ma Cherie du suisse DJ Antoine, Wake Me Up! d'Avicii, Scream and Shout de Britney Spears et will.i.am, Tonight (I'm Lovin' You) d'Enrique Iglesias, That Girl (That Na Na) d'Akon, Get Lucky de Daft Punk et Pharrell Williams, Bumpy Ride de Mohombi, She Doesn't Mind de Sean Paul, One (Your Name) de Swedish House Mafia, Day 'n' Nite de Kid Cudi, Pobre Diabla de Don Omar et le clip avec le rappeur dominicain Sensato del Patio, de Latinos in Paris reprenant Niggas in Paris de Jay-Z et Kanye West. Le 26 septembre 2013, après avoir déjà remixé deux titres de la chanteuse, Tik Tok et Crazy Kids, Pitbull annonce sur les réseaux sociaux la sortie du single Timber en duo avec Kesha. Cette chanson sera la grosse réussite du rappeur latino-américain pour l'année 2013 puisque la chanson finira notamment premier au Billboard Hot 100 au début de l'année 2014 et deviendra l'un des principaux succès commerciaux de Pitbull avec Give Me Everything et Rain Over Me.

### GlobalizationetDale(2014-2017)

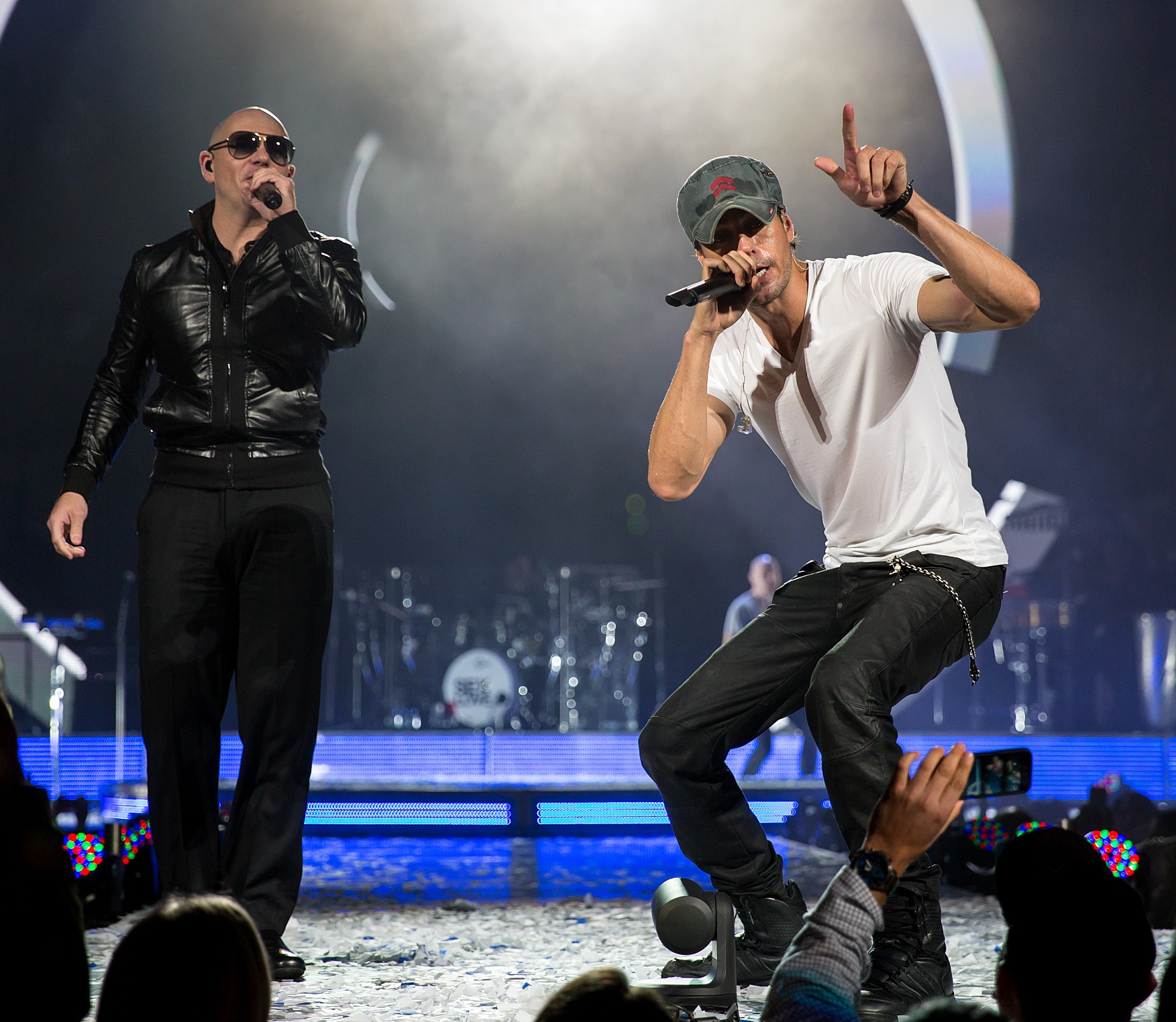
Pitbull aux côtés d'Enrique Iglesias au Frank Erwin Center d'Austin, Texas, en 2015.

En 2014, Mr. Worldwide s'associe avec Austin Mahone sur Mmm Yeah et sur le nouvel album d'Enrique Iglesias, notamment sur I'm a Freak. Le rappeur sort un nouveau single, Wild Wild Love, avec le groupe féminin G.R.L.. Comme l'année précédente, Pitbull pose son rap sur des remix de morceaux populaires de l'année 2014 comme sur Turn Down for What du français DJ Snake et de son ami Lil Jon (remix en collaboration avec le rappeur Ludacris) ou bien Dark Horse de Katy Perry. Il remix également Lepo Lepo du brésilien Psirico. Le 8 avril 2014, Pitbull annonce qu'il est choisi par la FIFA pour interpréter l'hymne officiel de la Coupe du monde de football 2014 au Brésil. Il invite son amie Jennifer Lopez avec qui il a déjà collaboré avec succès et la chanteuse brésilienne Cláudia Leitte à participer à cet hymne, We Are One (Ole Ola). Le 5 mai 2014, la page Facebook officielle du rappeur dépasse la barre des 50 millions de fans. Durant l'été, la star est en featuring sur le nouvel album de Jennifer Lopez, notamment sur le titre Booty et participe au titre Good Time d'Inna. Le chanteur est aussi en featuring sur Control de Wisin.
Pitbull publie un single aux rythmes latinos qui connaîtra un beau succès dans le monde hispanophone et aux États-Unis, Como Yo Le Doy, accompagné par le chanteur de reggaeton Don Miguelo et participe à l'édition 2014 de Dancing with the Stars. Le rappeur latino remixe Drink to That All Night de Jerrod Niemann. Le 23 juillet, Mr. Worldwide dévoile le single Fireball annonçant son nouvel album, Globalization. Le chanteur compose et interprète Celebrate, la bande originale du film Les Pingouins de Madagascar. Il publie également un single hispanophone, Piensas (Dile La Verdad) avec Gente de Zona. Comme l'année précédente, il est choisi pour être le présentateur officiel de la cérémonie 2014 des American Music Awards. Le rappeur cubano-américain remix CoCo de O.T. Genasis avec J Balvin ainsi que Don't Tell 'Em de Jeremih. En novembre 2014, Pitbull sort son nouvel album Globalization avec des titres comme Times Of Our Lives avec Ne-Yo, Fun avec Chris Brown, Ah Leke avec Sean Paul ou encore Drive You Crazy avec Jason Derulo et Juicy J.
En 2015, Mr. 305 est en featuring sur Let Me Be Your Lover de son ami Enrique Iglesias et sur Mr. Put It Down de Ricky Martin. La star est également sur Back It Up de Prince Royce avec Jennifer Lopez. En juin, le rappeur latino sort Baddest Girl In Town en collaboration avec le chanteur Mohombi et le rappeur porto-ricain Wisin, s'ajoutant au titre El Taxi avec Osmani Garcia et Sensato, annonçant Dale, son deuxième album interprété intégralement en espagnol après Armando sorti en 2010. Le 19 juin, Pitbull dévoile le clip du titre Fun en featuring avec Chris Brown. Fin août, le rappeur de Miami est sur SummerThing! du DJ Afrojack et sur No Doubt About It avec Jussie Smollett de la série télévisée Empire. En novembre 2015, Mr. Worldwide dévoile les singles Freedom et FREE.K annonçant un nouvel album pour 2017.
En février 2016, Pitbull s'entoure du batteur Travis Barker, du guitariste Joe Perry et du chanteur Robin Thicke sur le titre Bad Man. En avril, le rappeur de Miami dévoile son titre Messin' Around en duo avec son ami Enrique Iglesias, avant goût de son nouvel album Climate Change qui sortira début 2017. Le rappeur latino est choisi par la FIFA pour composer et interpréter l'hymne 2016 de la Copa América, Superstar, avec pour partenaire Becky G. Mi-juillet, Mr. Worldwide dévoile le clip du titre Sexy Beaches avec la chanteuse Chloe Angelides, titre contenu dans son album Globalization sorti en 2014.
Fin août 2016, Mr. 305 collabore avec deux autres rappeurs originaires de Miami, Flo Rida et LunchMoney Lewis sur le titre Greenlight, choisi pour être le theme officiel de WrestleMania 33. En décembre, il sort le titre Can't Have.

### Climate Change(depuis 2017)
Le 17 mars 2017, Pitbull sort son dixième album, Climate Change, contenant un lot de nouvelles collaborations. Il publie également le clip de Hey Ma en collaboration avec J Balvin et Camila Cabello, la bande originale du film Fast and Furious 8. Il sort également le clip de son titre Options avec Stephen Marley et de Bad Man avec Travis Barker, Joe Perry et Robin Thicke. Pitbull collabore par ailleurs avec Cris Cab sur All Of The Girls.
Fin 2017, Mr. Worldwide dévoile deux nouveaux sons, Jungle et Por Favor en collaboration avec les Fifth Harmony. Il sort également deux titres inédits aux accents latinos, Muévelo Loca Boom Boom et Mucho Culo.
En 2018, le chanteur sort Free Free Free et participe au titre Move to Miami d'Enrique Iglesias. Il travaille sur la bande originale du film américain Gotti avec deux titres; Amore et So Sorry.
Fin août, le rappeur cubano-américain participe au titre Dame Tu Cosita du label Ultra Music. En décembre, Pitbull sort Quiero Saber en collaboration avec Prince Royce et Ludacris.
Pitbull interprète une des bandes originales du film Aquaman, Ocean To Ocean en reprenant la base instrumentale du célèbre titre Africa du groupe Toto, ce qui crée une certaine polémique sur le fait qu'un rappeur puisse s’approprier le titre.
En décembre 2019, Pitbull sort un nouvel album, Libertad 548.
Le 31 mai 2023, il annonce sur les réseaux sociaux l'arrivée d'une tournée nord-américaine (The Trilogy Tour) qu'il animera avec ses amis de longue date Enrique Iglesias et Ricky Martin.
Le 21 août 2024, il entame une nouvelle tournée mondiale (Party After Dark Tour). La tournée se poursuit en Europe du 19 au 25 février 2025 avec notamment une date à Paris le 23 février 2025.

## Style et image

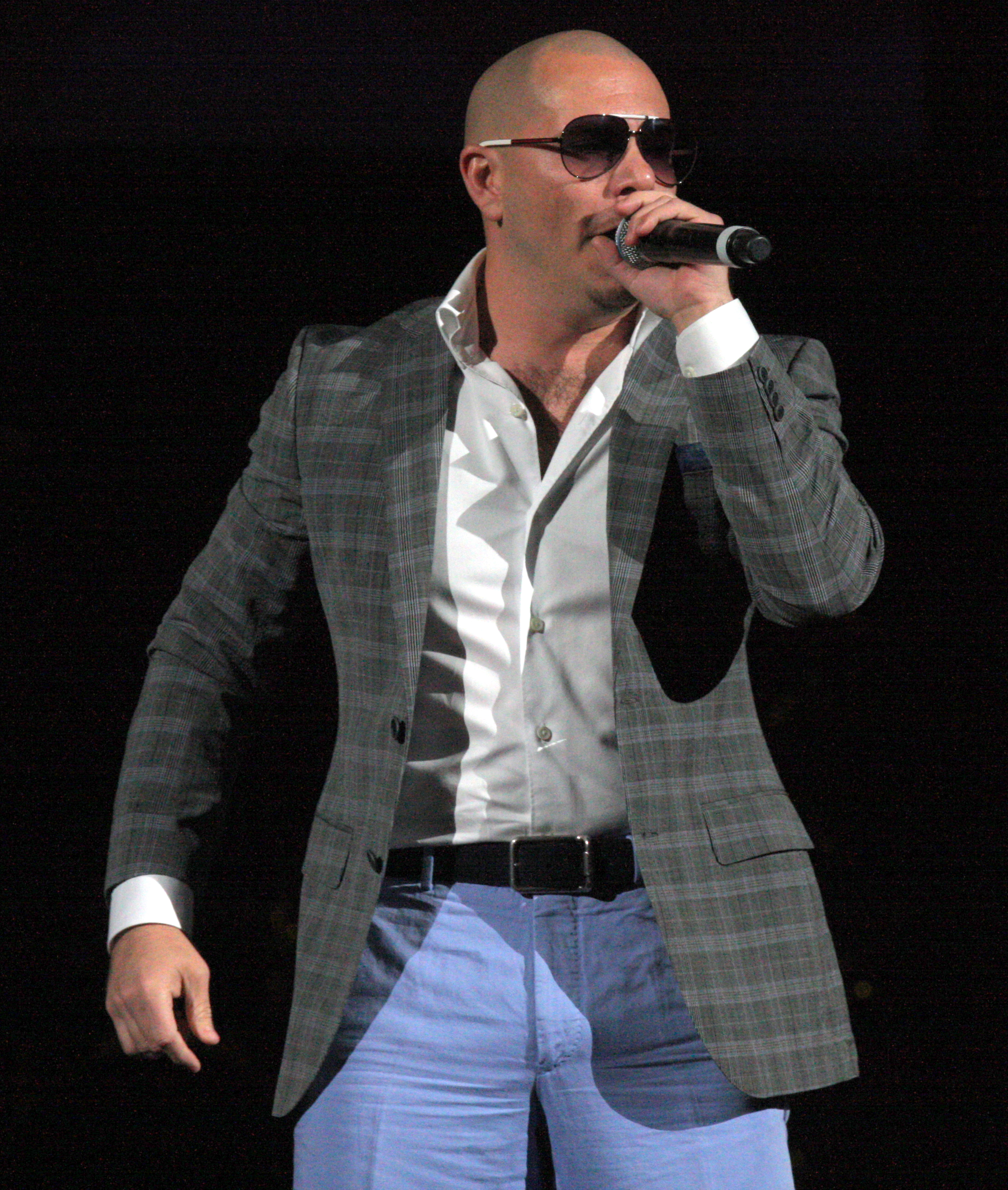
Pitbull World Tour 2011

Pitbull explique être toujours habillé en costume pour montrer son ascension sociale et se démarquer des autres rappeurs qui arborent souvent un style gangsta rap car il se considère comme un « businessman de la musique » et que dans la communauté cubaine de Miami, le fait d'être toujours bien habillé est une tradition culturelle.
L'artiste explique également avoir choisi ce nom d'artiste parce que le pitbull est un chien qui résume sa vie : il se bat jusqu'au bout, n'abandonne jamais et n’accepte pas la défaite. C'est l'animal qui lui correspond le mieux : ambitieux, audacieux et déterminé.« Je suis l’incarnation du rêve américain, le perdant, le battant, celui qui sera toujours affamé, toujours reconnaissant. C’est moi ». Dans beaucoup de ses chansons, Pitbull prononce le mot « dalé ». Il s'agit d'une expression hispanique très populaire en Amérique latine, particulièrement à Cuba qui signifie « Let's go! » (« Allons-y ! », « C'est parti ! »).
Armando est bilingue en anglais et espagnol, il utilise beaucoup le mélange de ces deux langues dans ses chansons, le Spanglish.
En tant que Cubano-américain, Armando Pérez est personnellement, comme musicalement, baigné dans deux cultures, la culture latino et la culture américaine. Il mélange beaucoup le reggaeton et la house music dans ses morceaux. Ses premiers albums ont des tendances hip-hop et rap latino très marquées. Les albums suivants deviennent moins urbains, plus pop et dance music.

## Producteur et entrepreneur
Armando Christian Pérez est aussi producteur de musique puisqu'il détient sa propre maison de disque, Mr. 305 Inc., basée à Miami. Ce label, filiale de la Sony Music Entertainment, est spécialisé dans le hip-hop, le rap et le reggaeton et produit de nombreux artistes dont entre autres, Fat Joe, Nayer, David Rush, Wisin y Yandel, Angel y Khriz ou Alexis y Fido, dont certains sont d'ailleurs souvent affiliés à Pitbull. Pitbull est également homme d'affaires. Il commercialise sa propre marque de vodka, Light Voli, produite en France à Cognac mais uniquement commercialisée aux États-Unis et s’est associé à Sheets, une marque de languettes énergétiques à faire fondre sur la langue. La star a en outre signé des contrats de publicité majeurs avec des marques comme Dr Pepper, avec son single Vida 23, ou bien Kodak et Bud Light. Fin 2013, il lance sa propre marque de parfum, PITBULL, commercialisée aux États-Unis et au Canada, en minorité.
En 2014, il s’associe avec le célèbre magazine masculin Playboy et avec le groupe de production télévisuel Endemol. Le rappeur détient aussi d'importants investissements dans l'immobilier et dans des entreprises en Floride.
En 2017, il s’associe avec la Norwegian Cruise Line et parraine leur dernier navire. En 2018, ils lancent le Pitbull Cruise, croisières pendant lesquelles le chanteur réalise plusieurs shows à bord, les Pitbull After Dark Party.
Pitbull est le propriétaire de plusieurs restaurants en Floride et en République dominicaine.

## Engagements et distinctions
En 2008, il participe à la mixtape American War reprenant la bande instrumentale d'American Boy d'Estelle et critiquant la politique de George W. Bush et la Guerre d'Irak.
En 2009, Pitbull s'engage pour les femmes victimes de viols et de violences conjugales et publie notamment le titre Daddy's Little Girl.
En 2012, Armando Christian Pérez fait construire sa propre école pour les enfants de sa ville natale, la SLAM Charter Middle/High School à Little Havana, dans l'objectif de lutter contre le décrochage scolaire, la précarité et la criminalité des jeunes à Miami. En 2017, il annonce vouloir ouvrir de nouvelles écoles à travers tout le territoire américain dans les années futures.
Lors de l'élection présidentielle américaine de 2012, Pitbull vient soutenir le démocrate Barack Obama lors d'un meeting de ce dernier dans sa ville de Miami.
Le 15 janvier 2015, lors de la célébration de son anniversaire dans son école de Miami, le rappeur se voit remettre la distinction des Clés de la ville par le maire de la ville Tomás Regalado. Le gouverneur de Floride, Rick Scott, le nomme Ambassadeur des Arts de Floride.  
Pitbull fait partie de la promotion 2015 des artistes sélectionnés pour avoir une étoile au Hollywood Walk of Fame. Son étoile lui est finalement décernée le 15 juillet 2016, lors de la cérémonie, Pitbull confie que sa volonté de réussir n'a jamais été une volonté de s'enrichir, mais plutôt celle « de devenir quelqu'un en étant parti de rien ». « être ici montre ce qui arrive quand on se concentre, quand on travaille dur, quand on croit en soi, et qu'on va à l'encontre de toutes attentes » pour lui, il s'agit « d'être le parfait exemple de ce qu'est le rêve américain et de ce qu'il représente ».
En 2016, lors de la campagne pour l'élection présidentielle américaine de 2016, Pitbull critique à plusieurs reprises les prises de positions ou les débordements du candidat Donald Trump et déclare « Je pense qu'il est regrettable de voir la façon dont nous sommes regardés dans le monde entier en raison des approches de certaines personnes. », qualifiant la campagne du candidat républicain de « farce ».
En 2017, lors de l'ouragan Maria qui a durement touché l'île de Porto Rico, Pitbull prête gracieusement son jet privé pour transférer des malades du cancer de Porto Rico aux États-Unis afin qu’ils puissent continuer à suivre leur chimiothérapie.
En mars 2018, le rappeur intervient lors d'une conférence à l'ONU sur l'eau et les océans, pour insister sur la nécessité de sauvegarder les milieux marins de la pollution.

## Discographie
- 2004 : M.I.A.M.I.
- 2006 : El Mariel
- 2007 : The Boatlift
- 2009 : Rebelution
- 2010 : Armando
- 2011 : Planet Pit
- 2012 : Global Warming
- 2013 : Global Warming: Meltdown (réédition)
- 2014 : Globalization
- 2015 : Dale
- 2017 : Climate Change

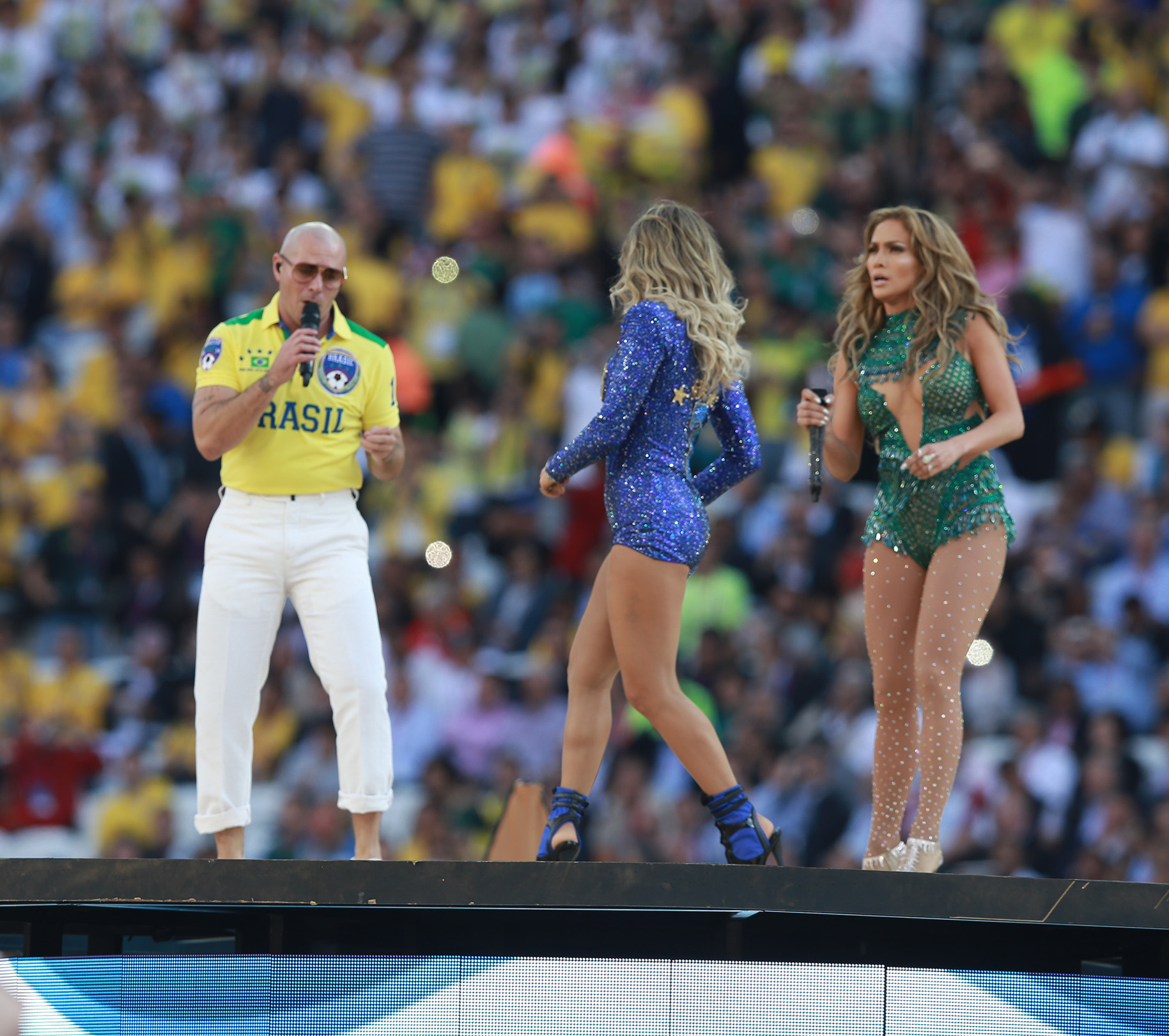
Pitbull, Jennifer Lopez et Cláudia Leitte lors de la cérémonie d'ouverture de la Coupe du monde de football 2014.

- 2018 : GOTTI - Original Motion Picture Soundtrack
- 2019 : Libertad 548
- 2023 : Trackhouse

## Tournées
- 2009–2011 : Rebelution Tour
- 2012 : Planet Pit World Tour
- 2013 : North American Tour 2013 (avec Kesha)
- 2014 : Pitbull and Enrique Iglesias Tour (Amérique du Nord)
- 2015 : Pitbull Live in Hong Kong
- 2015–2018 : Pitbull: Time of Our Lives
- 2016 : Bad Men Tour (avec Robin Thicke)
- 2017 : Enrique Iglesias and Pitbull Live! (avec CNCO)
- 2023 : The Trilogy Tour (avec Enrique Iglesias et Ricky Martin)
- 2024 : Party After Dark Tour (avec Lil Jon)

Première partie
- 2018 : Britney Spears: Piece of Me Tour

## Filmographie
- 2012 : Blood Money : lui-même
- 2013 : Epic : La Bataille Du Royaume Secret : Bufo (voix originale)
- 2015 : Empire (série tv) : lui-même
- 2019 : UglyDolls : UglyDog